# Hidròxid de liti
L'hidròxid de liti, LiOH, és un compost inorgànic iònic format per cations Li+ i anions hidròxid, OH–. Es presenta anhidre o formant un hidrat, l'hidròxid de liti monohidratat, LiOH·H₂O. És soluble en aigua i lleugerament soluble en etanol.

## Preparació
- L'hidròxid de liti es pot preparar per dissolució de liti metall o d'òxid de liti en aigua. La reaccions són:

2 Li + 2 H₂O → 2 LiOH + H₂
Li₂O + H₂O → 2 LiOH
La reacció del liti amb aigua és molt ràpida, encara que no violenta, per la qual cosa no es poden posar en contacte les bateries de liti amb aigua.
- Industrialment l'hidròxid de liti es produeix per reacció entre el carbonat de liti i l'hidròxid de calci:

Li₂CO₃ + Ca(OH)₂ → 2LiOH + CaCO₃

## Reaccions
L'hidròxid de liti reacciona amb el diòxid de carboni, CO₂, formant el carbonat de liti, Li₂CO₃. Les reaccions pel compost anhidre i per l'hidrat són:
2LiOH + CO₂ → Li₂CO₃ + H₂O
2 LiOH·H₂O + CO₂ → Li₂CO₃ + 3 H₂O

## Aplicacions
- L'hidròxid de liti s'empra per purificar l'aire, eliminant el diòxid de carboni segons la reacció que s'ha vist a l'apartat anterior, a naus i estacions espacials, a submarins, etc. Un gram de l'hidròxid de liti anhidre pot eliminar fins a 450 cm³ de diòxid de carboni.
- S'empra en la fabricació de ceràmiques.
- S'utilitza per a la producció d'altres compostos de liti. Destaca l'obtenció de l'estearat de liti, un lubricant que es pot emprar tant a altes com baixes temperatures essent molt resistent a l'aigua.